# State Sports Centre
Le State Sports Centre est un Aréna polyvalent situé à Sydney, Nouvelle-Galles du Sud, Australie et a été ouvert en novembre 1984. Avec un total de 3 854 sièges fixes et rétractables, l’arène principale est un point focal du Sydney Olympic Park Sports Centre. 1 152 sièges portatifs supplémentaires peuvent être installés au niveau du sol pour porter la capacité assise à 5 006 places.

## Histoire

### Basket-ball et netball
Lors de la saison 1986, le Centre est devenu le domicile des deux de Sydney en National Basketball League (NBL), les Sydney Supersonics et West Sydney Westars. Lorsqu’ils ont fusionné avant la saison 1988 pour former les Sydney Kings, la nouvelle équipe est restée au centre et resterait pendant deux ans avant de déménager au Sydney Entertainment Centre (SEC) de 12 000 places en 1990.
Le Centre a ensuite accueilli le basketball local jusqu’à la formation d’une nouvelle équipe de la NBL en 1998 appelée les West Sydney Razorbacks (plus tard rebaptisés Sydney Spirit). Le nouveau club a élu domicile au Centre de 1998 jusqu’à la fermeture du club en 2009.
L’équipe de netball Sydney Sandpipers a élu domicile sur le site de 1997 à 2003 jusqu’à sa fermeture, et depuis 2008, c’est le lieu de résidence de l’équipe de netball New South Wales Swifts. Entre 2017 et 2019, il abritait l’équipe Suncorp Super Netball Giants Netball.
En raison d’un conflit d’horaire à la SEC, les Sydney Kings sont retournés au State Sports Centre pour un match contre les champions en titre de la NBL, les New Zealand Breakers, lors de la 10e journée de la saison 2012-2013. Les Kings ont battu les Breakers 75-62 devant 4 178 spectateurs.

### Futsal
Le centre a accueilli des matchs de finale dans la ligue australienne de futsal, avec des foules plus élevées que ce qui aurait été approprié pour le site habituel de Sydney du Fairfield Leisure Centre.

### Jeux olympiques d'été de 2000
Le Centre sportif d’État était l’un des sites des Jeux olympiques d’été de 2000, tenus à Sydney. Il a accueilli les épreuves de tennis de table et taekwondo.

### Autre
L’album de Hillsong For This Cause a été enregistré au centre le 5 mars 2000. L’album de C3 Church Send Down Your Love a également été enregistré au centre lors de l’événement « Love Sydney » de l’Église qui s’est tenu le 10 septembre 2009. En 1998, Shout to the Lord 2000 a également été enregistré à cet endroit lors de la conférence Hillsong de 1998.